# اونو تحلیل کن
اونو تحلیل کن (به انگلیسی: Analyze That) فیلمی است محصول سال ۲۰۰۲ و به کارگردانی هارولد رامیس است. در این فیلم بازیگرانی همچون رابرت دنیرو، بیلی کریستال، لیسا کودرو، جو ویترلی، کتی موریارتی، آنتونی لاپالیا، جویی دیاز، پت کوپر، توماس روسالس، دیمیتری مارتین، جینا لین، جان فین ایفای نقش کرده‌اند.

## خلاصه داستان
پل ویتی اواخر دوران محکومیت خود را در زندان می‌گذارند. مأموران اف.بی. آی او را زیر نظر دارند و متوجه می‌شوند او که روزی خطرناک‌ترین گانگستر نیویورک بوده اکنون وضعیت روانی عجیبی دارد. اداره اف.بی. آی تصمیم می‌گیرد با دکتر سوبول مشورت کند. از سوی دیگر سوبول نیز خودش مشکلاتی دارد. پدرش بتازگی فوت کرده و این مسئله او را دچار یک بحران هویت نموده که هم در زندگی شخصی و هم حرفه‌ای اش تأثیر گذاشته‌است. بعلاوه او می‌داند همسرش لورا از اینکه بن دوباره پل را وارد زندگیشان کند بسیار خشمگین خواهد شد. در ادامه پل به‌طور مشروط آزاد شده و با مسئولیت بن تحت مداوا قرار می‌گیرد و بنابراین بن مجبور است او را به خانه‌اش ببرد.